# 张颜山旧宅
张颜山旧宅，位于山东省烟台市牟平区宁海街道办事处邵家塂村，是中华人民共和国山东省文物保护单位之一。
2006年12月7日，授予山东省文物保护单位，是一座近现代重要史迹及代表性建筑。